# Jižní Holandsko
Jižní Holandsko (nizozemsky Zuid-Holland) je nizozemská provincie, která se nachází na západě země, na pobřeží Severního moře. Jedná se o nejhustěji zalidněnou a nejvíce industrializovanou nizozemskou provincii. 

## Geografie

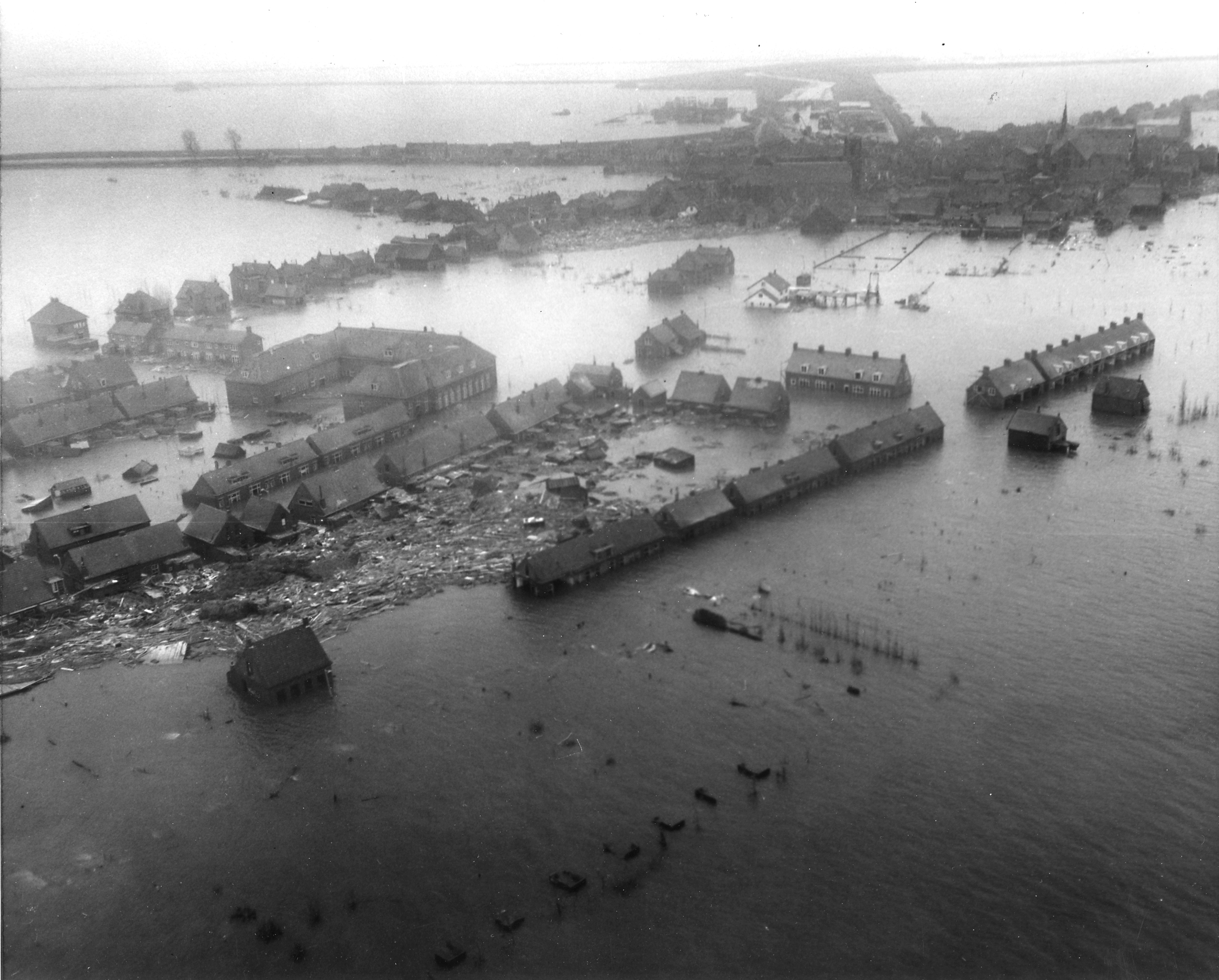
Povodeň v Nizozemsku 1953

Jižní Holandsko sousedí s provinciemi Zeeland na jihozápadě, Severní Brabant na jihovýchodě, Gelderland na východě, Utrecht na severovýchodě a Severní Holandsko na severu. 

## Významná města
Správním střediskem je Haag. Dalšími velkými městy jsou Rotterdam či Leiden. V minulosti bylo součásti Holandského hrabství.

## Lokální produkty
V oblasti se vyrábí sýr Maasdam, pojmenovaný po obci Maasdam v Jižním Holandsku.